# Balanophoraceae
Balanophoraceae Rich., 1822 è una famiglia di piante angiosperme dell'ordine Santalales.

## Tassonomia
La famiglia comprende i seguenti generi:
- Balanophora J.R.Forst. & G.Forst.
- Chlamydophytum Mildbr.
- Corynaea Hook.f.
- Dactylanthus Hook.f.
- Ditepalanthus Fagerl.
- Hachettea Baill.
- Helosis Rich.
- Langsdorffia Mart.
- Lathrophytum Eichler
- Lophophytum Schott & Endl.
- Mystropetalon Harv.
- Ombrophytum Poepp. ex Endl.
- Rhopalocnemis Jungh.
- Sarcophyte Sparrm.
- Scybalium Schott & Endl.
- Thonningia Vahl